# Brain Challenge
Brain Challenge (lançado como "Treino Cerebral" no Brasil) é um jogo de vídeo game de exercícios mentais similar a Big Brain Academy, no jogo são disponibilizados "exercícios de puzzles para o cérebro". o jogo foi desenvolvido pela Gameloft para os celulares e ipods, lançado em 5 de setembro de 2007, ganhando versão para o Nintendo DS em 8 de janeiro de 2008, para o Xbox Live Arcade em 12 de março de 2008 e para o serviço N-Gage em 3 de abril de 2008. Para o WiiWare foi lançada uma versão no Japão em 14 de outubro de 2008. Para o Zeebo foi lançado em 25 de maio de 2009. O jogo tem múltiplos reviews.

## Jogabilidade
O jogo possui uma estrutura similar a Big Brain Academy, com os puzzles divididos em categorias separadas: Lógica, Matemática, Visual e Foco, a versão do Xbox Live Arcade do Nintendo DS e do Zeebo possuem uma categoria a mais disponível, a categoria "Memória". Os puzzles podem ser jogados em três níveis diferentes, e outros puzzles mais complexos podem ser desbloqueados de acordo com o progresso do jogador

### Modos
- Test
- Free Training
- Creative (Nintendo DS e XLA apenas)
- Kid Mode (Nintendo DS e XLA apenas)
- Brain charts (Nintendo DS e XLA apenas)

## Multiplayer
A versão do Nintendo DS suporta até três jogadores pela Nintendo Wi-Fi Connection, enquanto a versão do Xbox Live Arcade possui multiplayer offline e online, assim como ranking online. A versão para o celular também possui ranking online.